# Чогур
Чогур (азерб. Çoğur) — восточный струнный музыкальный инструмент, популярный в XII—XVI веках на Кавказе, в Иране и Анатолии, в суфийских обрядах, в меджлисах дервишей и ашугов.

## Этимология
Название «чогур» произошло от тюркского слова «чагыр» (в переводе — «зови»). То есть слово означает «музыкальный инструмент, предназначенный для того, чтобы взывать к Богу, к Истине». Позднее же оно приняло такую фонетическую форму, как «чогур».

## Упоминания
В старину чогур, судя по различным историческим источникам применялся как военный музыкальный инструмент для поднятия боевого духа у воинов. В летописи «Чаханараи-Шах Исмаил Сефеви», которая повествует о начале XVI века, говорится:
…Впереди победно шествующей армии играли чукуры и пели тюрки-варсаги для поднятия боевого духа воинов
Али Реза Ялчин в своём труде «Эпоха туркмен на Юге», рассказывает о 9 струнах, 15 ладках и прекрасном тембре чогура. Судя по историческим фактам можно сделать вывод о том, что в XII—XIII веках на смену гопузу озанов пришёл чогур, а в XV—XVI веках на смену последнему пришёл саз. Некоторые разновидности чогура, имевшие распространение на Кавказе, а также среди иракских туркмен дошли до наших дней.

## Строение и изготовление

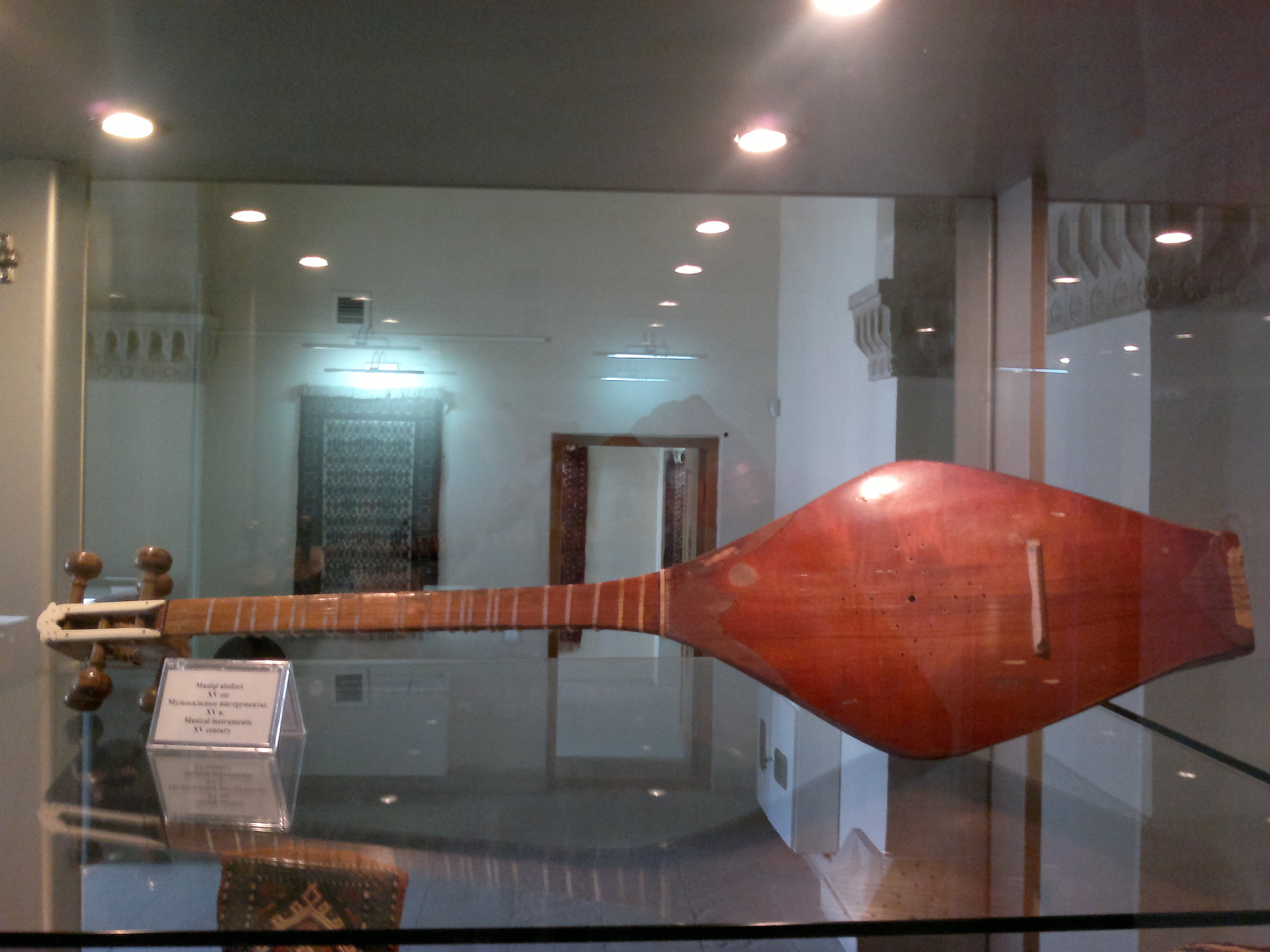
Чогур XV века, выставленный во дворце Ширваншахов. Баку, Азербайджан

Хранящийся в фонде Музея Истории Азербайджана чогур, имеет три парные струны и 22 ладка. Корпус методом сборки изготовляется из тутового дерева. Верх корпуса имеет деревянное покрытие толщиной в 0,4 мм (скорее 4 мм). Шейка и головка инструмента изготовлены из ореха, колки же из грушевого дерева. По бокам корпуса просверлены два резонаторных отверстия и несколько отверстий имеются на верхней деке.
- Длина — 880 мм
- Длина корпуса — 400 мм
- Ширина — 225 мм
- Высота — 140 мм. .
- Количество ладков на грифе — 22.
- Диапазон чогура — от «до» малой октавы до «соль» второй октавы.

Чогур может использоваться как сольный и ансамблевый инструмент.